# Chotiměř
Obec Chotiměř (německy Groß Kottomirsch) se nachází v okrese Litoměřice v Ústeckém kraji. Žije v ní 283 obyvatel.

## Název
Jméno vesnice vzniklo z osobního jména Chotěmír (Chotimír) ve významu Chotěmírův dvůr. V historických pramenech se název objevuje ve tvarech: z Chotomíře (okolo 1280), in Chotomirzi (1406), z Chotěmíře (1429), w Chotomierzi (1545), na Chotoměři (1603), Kuttomirž a Kudimirž (1878), Chotiměř a Kottomiř (1833) a Chotiměř nebo Kottomirsch (1886).

## Historie
První písemná zmínka o vesnici pochází z roku 1280. Historické prameny ve vsi uvádějí dvě tvrze, jejichž existence byla inspirací pro současnou podobu chotiměřské vlajky a znaku.

## Přírodní poměry
Chotiměř leží v okrese Litoměřice, v Českém středohoří a nabízí pohled na okolní vrcholy Kletečné, Kubačky, Lovoše a Milešovky. Je obklopena ovocnými sady, zemědělskou půdou a blízkými lesy.
Průměrná nadmořská výška v obci je 268 metrů.[zdroj⁠?!] Protéká jí Chotiměřský potok, který se vlévá do Milešovského potoka a dále do řeky Labe. Ve vsi jsou tři rybníky a velká hasičská nádrž. Z 342 hektarů celkové katastrální výměry obce je 39 % orné půdy a 10 % lesů.
Celé území Chotiměře náleží do chráněné krajinné oblasti České středohoří. Severní cíp území leží ve druhé zóně s přísnějším režimem ochrany. Střední pás území obce, do níž spadá zastavěné území Chotiměře i části Hrušovka, patří do čtvrté zóny. Jižní pás území se severní částí Opárenského údolí náleží do zóny třetí.[zdroj⁠?!]

## Obyvatelstvo
|           | 1869 | 1880 | 1890 | 1900 | 1910 | 1921 | 1930 | 1950 | 1961 | 1970 | 1980 | 1991 | 2001 | 2011 | 2020 |
| --------- | ---- | ---- | ---- | ---- | ---- | ---- | ---- | ---- | ---- | ---- | ---- | ---- | ---- | ---- | ---- |
| Obyvatelé | 280  | 323  | 313  | 319  | 367  | 402  | 426  | 249  | 278  | 267  | 287  | 247  | 235  | 302  | 290  |
| Domy      | 46   | 46   | 50   | 54   | 64   | 67   | 80   | 94   | 67   | 67   | 69   | 81   | 81   | 84   | 86   |

## Obecní správa
Samostatnou obcí se Chotiměř stala 30. srpna 1990.

## Doprava
Několik set metrů jihozápadně od vesnice se nachází železniční zastávka Chotiměř na trati Lovosice–Teplice. Ve vsi je též zastávka autobusové linkové dopravy.
Na jihovýchodní straně katastrálním územím obce vede dálnice D8. Nejbližším dálničním nájezdem je Bílinka na 52. dálničním kilometru. Z Chotiměře je vzdálená asi 4,5 kilometru po silnici přes Velemín.
Od železniční stanice vede zeleně značená turistická trasa z Velemína do Opárenského údolí a dále do Malých Žernosek.

## Společnost

### Školství
V roce 1814 byla v obci založena škola. Až v roce 1978 vedl nízký počet dětí k jejímu trvalému uzavření. V současné době[kdy?] většina chotiměřských dětí navštěvuje základní školu v nedalekém Velemíně.[zdroj⁠?!] Původní budova školy byla přestavěna na bytové jednotky. Předškolní děti mohou využívat místní mateřskou školu.

### Spolky
V obci působí spolek PRO Chotiměř, jehož činnost je zaměřena na ochranu přírody a krajiny a pořádání kulturních, společenských a veřejně prospěšných projektů. Každoročně organizuje úklidovou akci v rámci celorepublikového projektu Ukliďme svět, ukliďme Česko. V říjnu 2018 u příležitosti oslav stého výročí založení ČSR vysadil Lípu republiky. Každoročně přiváží 24. prosince do místní Kaple svatého Jana Nepomuckého Betlémské světlo. Spolek se pravidelně každou první jarní sobotu zapojuje do akce Keltský telegraf, při níž předává světelný signál z vrcholů Milešovky, Kletečné, Kubačky, Kořínky a Lovoše.
V obci rovněž funguje od roku 1993 Myslivecký spolek Kubačka, který se pravidelně účastní úklidové akce Ukliďme svět, ukliďme Česko. Každoročně pořádá pro občany obce Myslivecký ples. Působí zde také jednotka sboru dobrovolných hasičů společná pro obce Chotiměř a Velemín. Budova hasičárny stojí v centru vesnice u cesty do Opárenského údolí. Vodním zdrojem je vodní nádrž za obcí.

## Pamětihodnosti

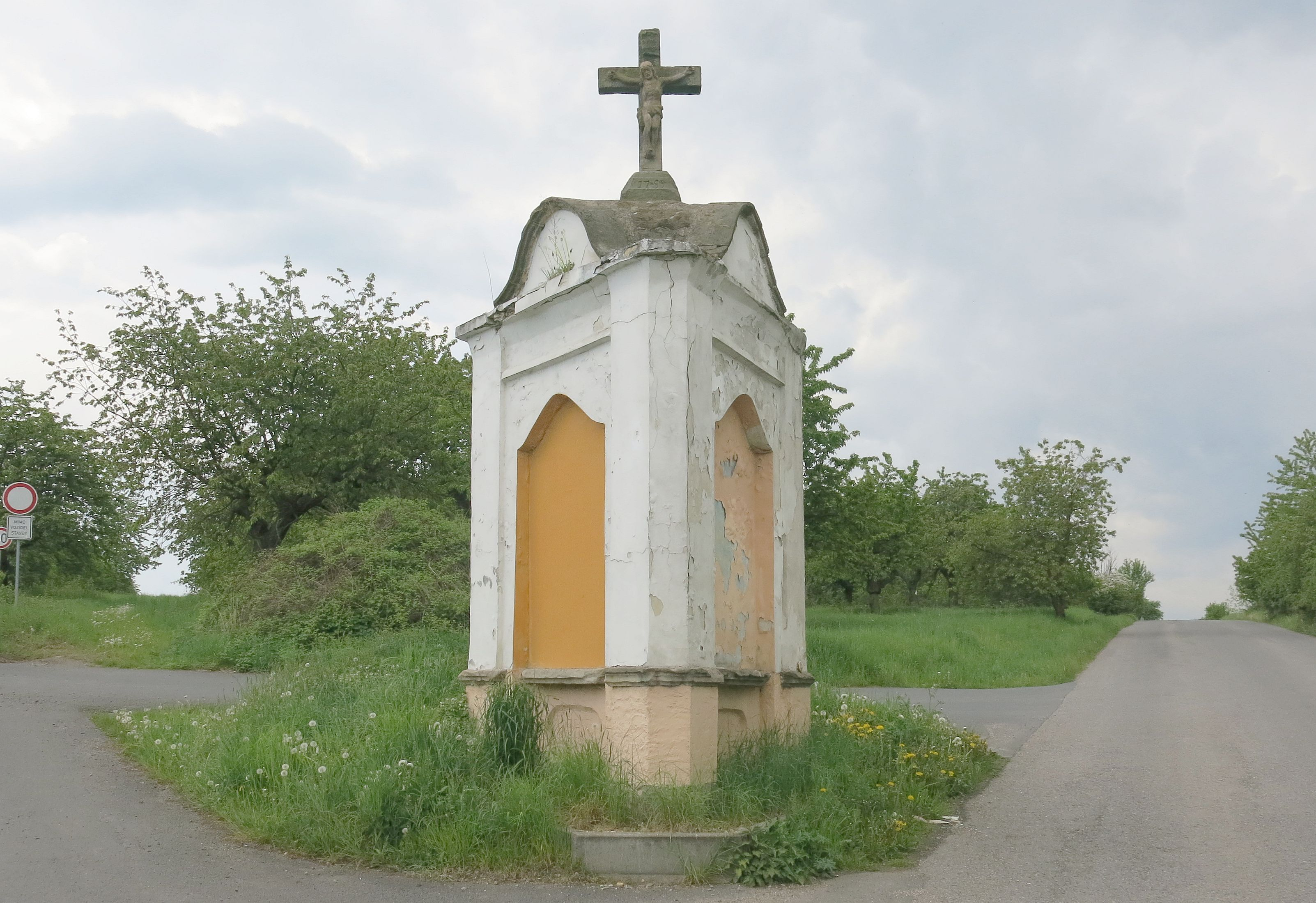
Výklenková kaple na Opuce

- barokní kaple svatého Jana Nepomuckého z osmnáctého století
- dům čp. 7 z poloviny 19. století[8]
- Jihozápadně od vesnice stojí u rozcestí výklenková trojiční pozdně barokní kaple ze druhé poloviny 19. století. Byla vystavěna na místě staršího kamenného kříže, který je osazen ve vrcholu kaple.[zdroj⁠?!]